# Palazzo di Bernardetto de' Medici

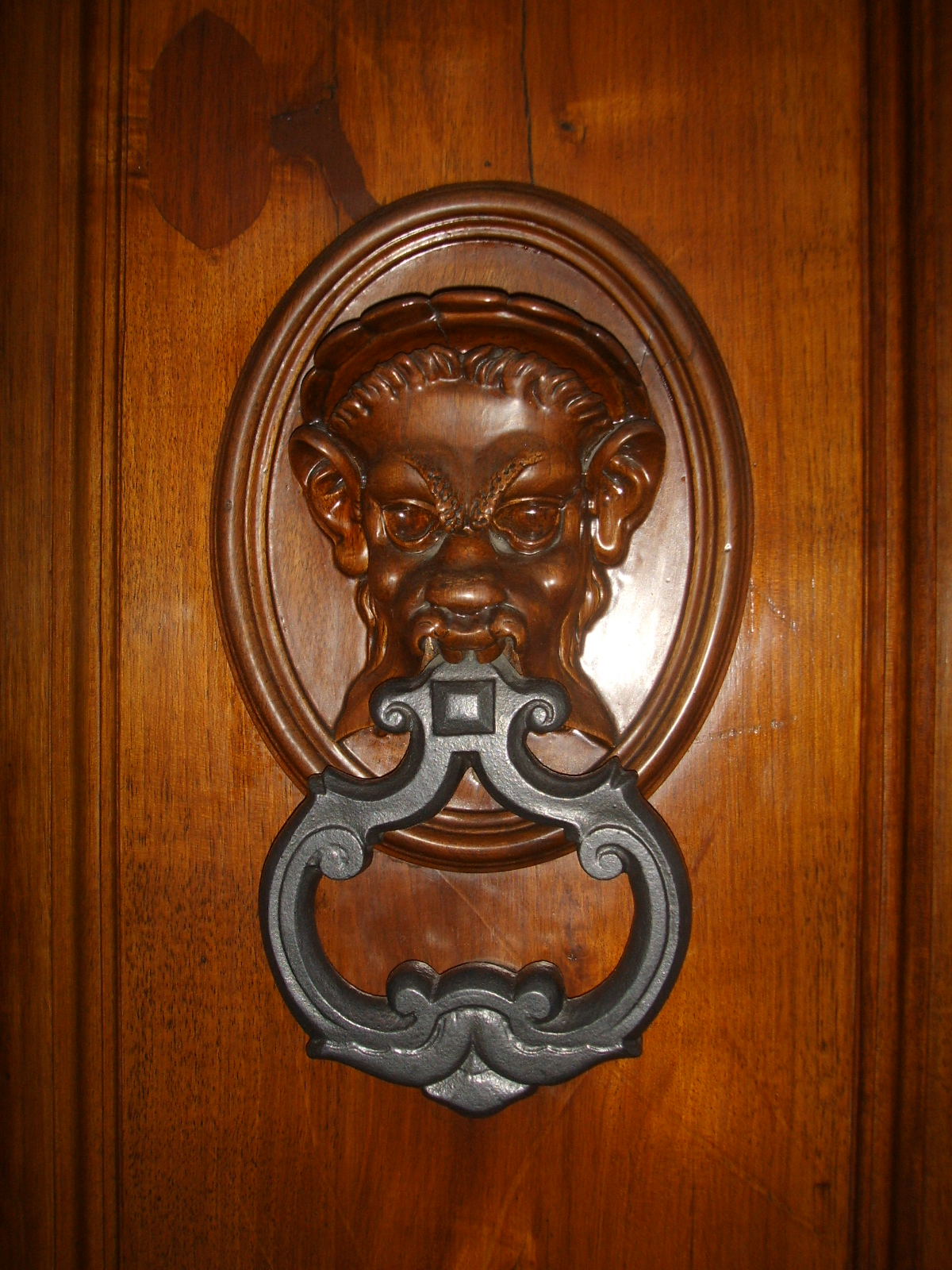
Particolare pomello di Palazzo di Bernardetto de' Medici

Il Palazzo di Bernardetto de' Medici, poi Vai, si trova in via Cavour 31, angolo via Guelfa, a Firenze.

## Storia e descrizione
Il palazzo, dall'aspetto semplice, risale al XIV secolo ed era uno dei numerosi possedimenti dei Medici su questo lato della strada. In particolare, al di fuori del palazzo Medici-Riccardi, vivevano i vari membri dei rami secondari della famiglia, come il giovane Cosimo di Giovanni delle Bande Nere, Ottaviano de' Medici e suo figlio, lo stesso Bernardetto. Uno stemma mediceo è ben visibile in facciata.